# Wile E. Coyote's Grand Canyon Blaster
Wile E. Coyote's Grand Canyon Blaster is een kleine stalen achtbaan in Six Flags Over Texas. Het is een standaard kinderachtbaan van Chance Rides en is van het model Big Dipper.
De achtbaan werd geopend op 10 maart 2001 en de thematisering van de achtbaan is gebaseerd op Road Runner en Wile E. Coyote. De achtbaan ligt in het themagebied Boomtown en staat in de buurt van andere attracties die gethematiseerd zijn naar de Looney Tunes.
Huidig:
Aquaman: Power Wave ·
Batman The Ride ·
Joker ·
Judge Roy Scream ·
Mini Mine Train ·
Mr. Freeze ·
New Texas Giant ·
Pandemonium ·
Runaway Mine Train ·
Runaway Mountain ·
Shock Wave ·
Titan  ·
Wile E. Coyote's Grand Canyon Blaster
Verdwenen:
Big Bend · 
Cucaracha ·
Flashback! ·
La Vibora